# Tom Lantos
Tamás Péter Lantos, noto come Tom Lantos (Budapest, 1º febbraio 1928 – Bethesda, 11 febbraio 2008), è stato un politico ungherese naturalizzato statunitense, membro della Camera dei Rappresentanti per lo stato della California dal 1981 al 2008.

## Biografia
Nato a Budapest in una famiglia ebrea, durante la seconda guerra mondiale fu vittima delle persecuzioni e a soli sedici anni fu spedito in un campo e costretto ai lavori forzati. Riuscì a sfuggire alla morte fuggendo due volte dal campo e ottenendo la protezione di Raoul Wallenberg, mentre tutti i suoi familiari furono sterminati. Anni dopo Lantos raccontò la sua esperienza nel film documentario Gli ultimi giorni, vincitore dell'Oscar al miglior documentario.
Negli anni quaranta Lantos lasciò l'Ungheria per trasferirsi negli Stati Uniti d'America, dove terminò gli studi e intraprese la professione di docente universitario di economia.
Entrato in politica con il Partito Democratico, nel 1980 si candidò alla Camera dei Rappresentanti e riuscì a sconfiggere il deputato repubblicano in carica. Da allora Lantos venne rieletto per altri tredici mandati. Nel 2008 annunciò di essere affetto da un carcinoma dell'esofago e per questo motivo decise di non chiedere un ulteriore mandato da deputato; nel febbraio dello stesso anno tuttavia morì per via del cancro, non riuscendo a portare a termine il mandato.
Venne insignito postumo della medaglia presidenziale della libertà.